# تاد برتوتزی
تاد برتوتزی (ایتالیایی: Todd Bertuzzi؛ زادهٔ ۲ فوریهٔ ۱۹۷۵) بازیکن هاکی روی یخ ایتالیایی‌تبار اهل کانادا بود.
از باشگاه‌هایی که در آن بازی کرده‌است می‌توان به کلگری فلیمس، ونکوور کناکز، و آناهایم داکس اشاره کرد.